# Ley de Úlfljót
La Ley de Úlfljót (en nórdico antiguo Ulfljótslög) se considera la base para constituir un códice legal en el siglo X y facilitar la administración de la entonces joven Mancomunidad Islandesa que fue sancionada por el Alþingi, según la versión de Íslendingabók. Toma su nombre del jurista que pasó tres años en Noruega llamado Úlfljótr, enviado por los  goðar del thing de Kjalarnes (Kjalarnessþing). 
Según las sagas islandesas fueron inspirados en las leyes del Gulating, modificada y ampliada de diversas formas. Las cláusulas iniciales de la Ley de Úlfljótr se citan en Hauksbók (ÍF I 313 - 15), Þorsteins þáttr uxafóts (Flb I 274 - 5), Skarðsárbók 1958: 146 – 7, en el apéndice de Þórðarbók y en Brot af Þórðar saga hreðu (fragmento) (ÍF XIV 230 - 32).